# Amsterdam Institute for Advanced Metropolitan Solutions
Het Amsterdam Institute for Advanced Metropolitan Solutions (AMS Institute) is een wetenschappelijk instituut in Amsterdam.

## Geschiedenis
Het AMS Institute is in 2013 opgericht nadat de Technische Universiteit Delft, Wageningen University & Research en het Amerikaanse Massachusetts Institute of Technology (MIT) gezamenlijk een uitgeschreven prijsvraag van de gemeente Amsterdam wonnen.
Het doel van de oprichting van het instituut was nauwere samenwerking te bewerkstelligen tussen wetenschap, onderwijs, bestuur, het bedrijfsleven en maatschappelijke organisaties om oplossingen te vinden voor de complexe uitdagingen en problemen waarvoor de hoofdstad als metropool zou komen te staan in de komende decennia. Het instituut was de eerste jaren gehuisvest in het Tropeninstituut, later verhuisde het naar de Kattenburgerstraat in Amsterdam.

## Projecten en innovatie
Een van de projecten is het in 2016 opgestarte Roboat project waarbij het instituut, met financiering van mede-initiatiefnemer MIT, voor een periode van minstens 5 jaar experimenten gaat doen met zelfsturende boten in de Amsterdamse grachten. De experimenten leggen zich vooral toe op de mogelijkheden voor zelfstandig varende boten om het drukke stadscentrum te ontzien, een alternatieve wijze van huisvuil-inzameling, winkelbevoorrading en in een later stadium wellicht personenvervoer.
In 2018 werd het Marineterrein op Kattenburg in Amsterdam als nieuw innovatiedistrict in gebruik genomen. De stadsonderzoekers van AMS Institute en studenten startten er metingen met behulp van sensoren om de passantenstromen en het energieverbruik in dit gebied in kaart te brengen. Ook werd een onderzoek opgestart om de impact van de Noord/Zuidlijn op het gebied rond diverse stations te onderzoeken.
In 2019 is samen met Wageningen University & Research een onderzoek van start gegaan naar de effecten van stadshitte. Via weersensoren wordt bekeken welke wijken gevoelig zijn voor hitte en onderzocht wordt in welke mate met slim ontwerp van parken, openbare ruimtes en waterlichamen extra opwarming van de omgeving voorkomen kan worden.

## Onderwijs
Sinds 2017 huisvest het AMS Institute ook de masteropleiding Metropolitan Analysis, Design and Engineering. Deze interdisciplinaire master van de Technische Universiteit Delft en Wageningen University & Research leidt studenten op voor onderzoek naar stedelijke duurzaamheidsproblemen.